# Pietro Ziani
Pietro Ziani (zm. 13 marca 1229) – syn Sebastiana Ziani, doża Wenecji od 5 sierpnia 1205 do 26 lutego 1229.